# Urgell (Hiszpania)
Urgell – comarca (powiat) w Hiszpanii, w Katalonii, będący częścią historycznego regionu o tej samej nazwie. Jego stolicą i największym miastem jest Tàrrega.